# Vagnshed
Vagnshed är en by öster om Anten i Långareds socken i Alingsås kommun. Från 2015 avgränsar SCB här en småort.